# Jacqueline Moreau (danseuse)
 (novembre 2016).
Pour l’article homonyme, voir Jacqueline Moreau.
Jacqueline Moreau (née le 7 mai 1926 à Bandol et morte le 8 novembre 2018 à Poissy) est une danseuse et professeur de ballet française.
Elle est première danseuse à l'Opéra de Paris de 1946 à 1951 et danseuse étoile des Ballets internationaux du Marquis de Cuevas de 1951 à 1959.
Elle devient ensuite professeur à l'école de danse de l'Opéra Garnier et du Conservatoire à rayonnement régional de Boulogne-Billancourt jusqu'à la fin des années 1980.

## Débuts
Jacqueline Moreau est rapidement passionnée par la danse. Son père, René Moreau, fait la connaissance de Léo Staats, danseur et maître de ballet à l'Opéra  au cours d'un voyage à New-York. Ce dernier, après avoir rencontré Jacqueline et ayant constaté ses qualités pour la danse classique, lui conseille vivement de la faire inscrire pour entrer à l'école de danse de l'opéra.
C'est ainsi que Jacqueline Moreau intègre  l'école de danse de l'Opéra de Paris à l'âge de neuf ans et devient successivement l'élève de Carlotta Zambelli, de Mauricette Sevron puis du danseur et chorégraphe Albert Aveline.

## Première danseuse dans le ballet de l'Opéra de Paris
Après avoir franchi tous les échelons du ballet, tout en travaillant en privé avec Alexandre Volinine, Serge Peretti et Nora Kiss, ancienne danseuse des ballets russes, elle est nommée première danseuse en 1946. Elle est alors choisie pour reprendre les rôles d'étoile de Solange Schwarz : elle danse seule dans l'éphémère du Le Festin de l'araignée, la poule dans les animaux modèles avec Serge Golovine et Michel Renaud, la grande variation, "La Cigarette" dans "Suite en blanc" avec Serge Peretti et à l'occasion le pas de deux avec Serge Lifar.
Pendant son séjour à l'opéra, George Balanchine lui confie le rôle de "Caliope" dans "Apollon Musagette" auprès de Maria Tallchief, Paulette Dynalix et Alexandre Kalioujny.

## Danseuse étoile dans le Ballet international du Marquis de Cuevas
Déçue de ne pas avoir été nommée danseuse étoile, en 1951 Jacqueline Moreau quitte l'Opéra de Paris et sera engagée deux ans plus tard au rang d'étoile dans le  ballet international du marquis de Cuevas où elle reste pendant 8 ans. Au cours de cette période, elle réalise des tournées à travers le monde en interprétant les ballets du répertoire avec son partenaire bien-aimé Wladimir Skouratoff:  La Belle au bois dormant, Giselle,  Le Lac des cygnes, Constantia les Sylphides et les créations telles que "La Tertulia" de Ana Ricarda et Diagramme de Janine Charrat.
Elle a également dansé les pas de deux comme Le Cygne noir, Don Quichotte et le grand pas classique d'Auber, "le Moulin enchanté" et le "Spectre de la rose" avec Serge Golovine. Elle crée également des ballets comme "Skerzo" de John Taras avec qui elle danse.

## Professeur de danse classique
Jacqueline Moreau est appelée par Geneviève Guillot, Directrice de l'Ecole de Danse de l'Opéra, en 1964 et devient professeur pour reprendre la 5ème division des débutantes puis la 3ème division de l'école de danse de l'Opéra de Paris.
Quand Claude Bessy succède à Geneviève Guillot, elle lui attribue la 2ème division ainsi qu'un cours de variation par lequel toutes les élèves doivent passer afin de préparer l'entrée dans le corps de ballet.
Puis en 1967, Jacqueline Moreau est nommée sur concours Professeur principal  au Conservatoire à rayonnement régional de Boulogne-Billancourt. Elle se consacrera aux élèves étudiantes et amoureuses de la danse classique. Elle aura beaucoup de satisfaction en admirant le courage et l'enthousiasme de ces jeunes filles.
En 1990 elle quitte définitivement ces deux activités pour prendre sa retraite et s'occuper des animaux qui lui sont chers.
Elle disparait le jeudi 8 novembre 2018, à l’âge de 92 ans